# Вілла-Кастеллі
Вілла-Кастеллі (італ. Villa Castelli, сиц. Li Castieddi) — муніципалітет в Італії, у регіоні Апулія,  провінція Бриндізі.
Вілла-Кастеллі розташована на відстані близько 450 км на схід від Рима, 80 км на південний схід від Барі, 39 км на захід від Бриндізі.
Населення — 9279 осіб (2014).
Щорічний фестиваль відбувається 2  жовтня. Покровитель — Sacro Cuore di Gesù e Madonna della Fontana.

## Демографія
Населення за роками:

Станом на 1 січня 2023 року в муніципалітеті офіційно проживали 294 іноземці з 32 країн, серед них 94 громадяни країн Євросоюзу та 2 громадяни України.

## Сусідні муніципалітети
- Чельє-Мессапіка
- Франкавілла-Фонтана
- Гроттальє
- Мартіна-Франка